# 143P/Kowal-Mrkos
143P/Kowal-Mrkos, komet Jupiterove obitelji. 